# Кисілевський Богдан Ізидорович
Богда́н Ізидо́рович Кисіле́вський (10 січня 1887, с. Крогулець, нині Тернопільська область — 16/20 січня 1957, с. Делієве, нині Івано-Франківська область) — український лікар (УСС, УГА, УПА), громадський діяч.

## Життєпис
Народився в селі Крогулець (нинішнього Гусятинського району Тернопільської області) — у тому ж будинку, у якому свого часу появився на світ Богдан Лепкий. Батько — отець Ізидор, мати — Олена — дочка о. Йосипа Левицького (1824—1918), у них було 12 дітей, з яких вісім померли в ранньому віці.
Закінчив державну гімназію в Бучачі. Вступив на правничий факультет Віденського університету; невдовзі перевівся на медичний, закінчив 1915 р.
У часі Першої світової війни отримав військове звання хорунжого та був скерований лікарем до корпусу УСС. Служив у моравській Остраві, Перемишлі, Львові.
Під керівництвом генерала Мирона Тарнавського пройшов з боями у складі УГА, медична частина розташовувалася у Вінниці, Браїлові, Києві. Був особисто знайомий з Євгеном Коновальцем і Симоном Петлюрою, товаришував з військовими лікарями Белеєм та Ярославом Воєвідкою. Восени 1919 разом із частинами УГА потрапив у «трикутник смерті», його медчастина — під Браїловом; полонений та етапований до більшовицького концентраційного табору біля Ростова. Досконало володів російською, що йому стало в пригоді при організації втечі. 
У міжчассі за польської влади працював сімейним лікарем і хірургом. Після приходу окупаційної нацистської влади в 1941 в Станиславові німці оголосили про зустріч адміністрації з місцевою інтелігенцією (мав запрошення). Підслухавши розмову офіцерів, спустився з балкону міського театру, пішов додому. Решту адвокатів, архітекторів, лікарів, вчителів, митців, урядників, які прийшли на зустріч, під конвоєм відвезли до павлівського лісу, де розстріляли. 
В 1941—1944 роках працював лікарем-фізіотерапевтом у залізничній поліклініці Станиславова. Його викликав комендант місцевої тюрми — пропонував посаду тюремного лікаря. По тому родина перебралася до Маріямполя.
За «других совітів» оперував ночами у криївках при Маріямполі українських повстанців, передавав зв'язковими упівським командирам інформацію намірів енкаведистів.
Помер у Делієві, де організував за дорученням місцевої влади лікарню, якою керував до смерті.

## Родина
- Був одружений із Станіславою, з дому Лукасевич
- о. Степан Кисілевський (* 1907—1995), душпастир та громадський діяч Івано-Франківщини,
- Сини:
  - Борис Богданович Кисілевський — викладач Кошалінської політехніки,
  - Ігор Богданович Кисілевський, інженер та історик, проживає в Івано-Франківську.

## Джерело
- Чубата Д. Кисілевський Богдан Ісидорович // Тернопільський енциклопедичний словник : у 4 т. / редкол.: Г. Яворський та ін. — Тернопіль : Видавничо-поліграфічний комбінат «Збруч», 2005. — Т. 2 : К — О. — С. 72—73. — ISBN 966-528-199-2.